# Michael Twyman
Michael Twyman (nascido em 1934) é professor emérito do Department of Typography & Graphic Communication da University of Reading. 
Twyman é frequentemente citado por seus trabalhos sobre história da imprensa e de ephemera (publicações de pouca duração, como rótulos, jornais, panfletos, etc.), especialmente litografia. Além disso ele é bem conhecido por seus escritos sobre a teoria das linguagens gráficas.

## Obra selecionada
- (1970) Printing 1770–1970: an illustrated history of its development and uses in England. Eyre & Spottiswoode, London.
- (1979) A Schema for the Study of Graphic Language. In The Processing of Visible Language, (Eds, Kolers, P.A., Wrolstad, M.E. & Bouma, H.) Plenum, New York
- (1982) The Graphic Presentation of Language, Information Design Journal 3(1), 2-22.
- (1985) Using Pictorial Language: A Discussion of the Dimensions of the Problem. In Designing Usable Texts, (Eds, Thomas Duffy & Robert Walker) , Academic Press, Orlando.
- (1990) Early Lithographed Books : a study of the design and production of improper books in the age of the hand press. Farrand, London.
- (1996) Early Lithographed Music : a study based on the H. Baron collection. Farrand, London.
- (1998) The British Library Guide to Printing: history and techniques. British Library, London.
- (2000) Breaking the Mould : the first hundred years of lithography. British Library, London.

## Vêr também
- Philip Meggs
- Steven Heller